# Honda Monkey
Honda Monkey — модель мокика фирмы Honda.
Производится с 1967 года. Предполагалось размещение в багажнике легкового автомобиля, для чего половинки руля были сделаны складными.

## История
1967 — Выпуск Z50M
1978 — Выпуск Z50J

## Gorilla

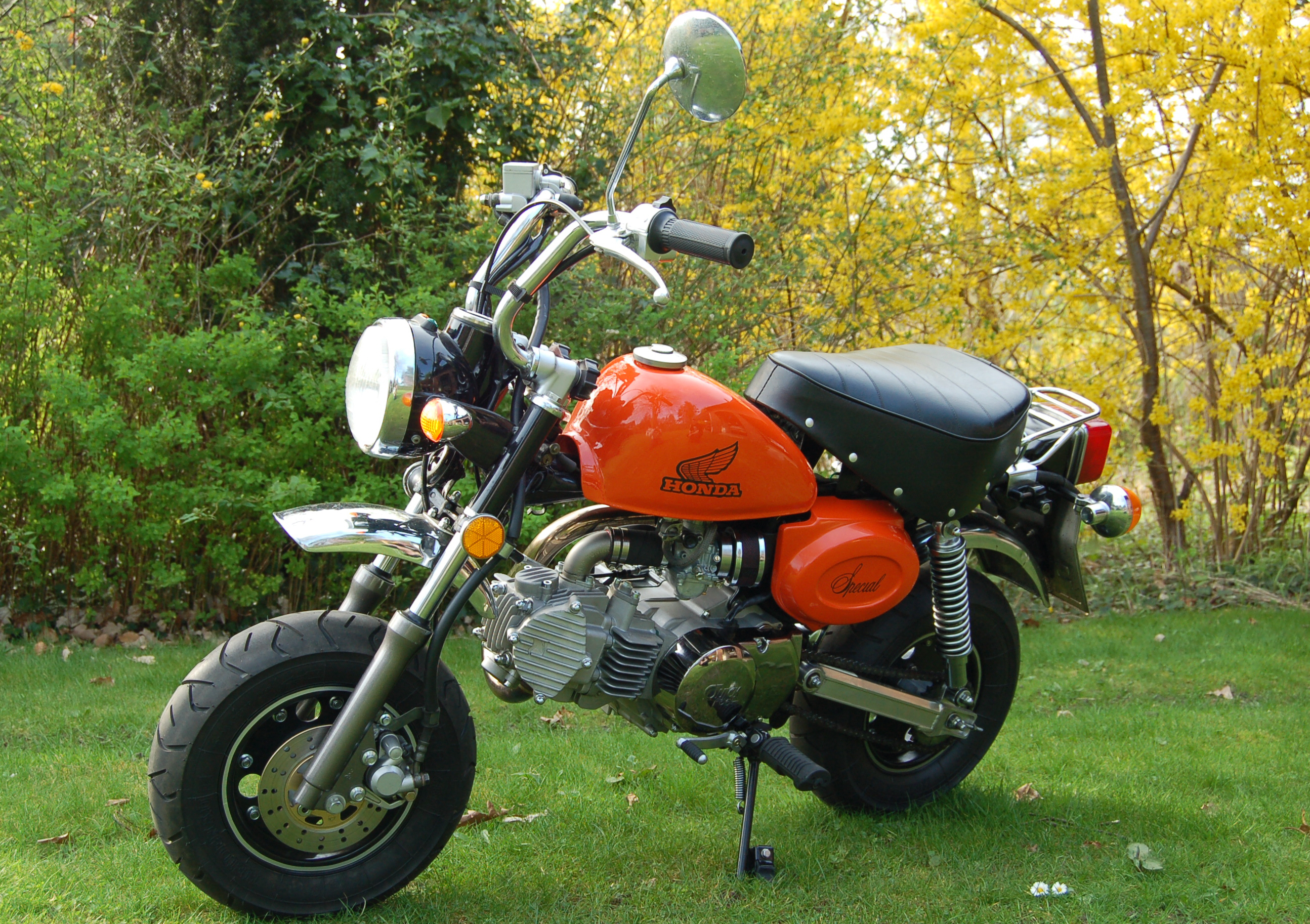
Honda Gorilla Z50J

Вариант с фиксированным рулем и увеличенным баком 9 л. Оснащался только 4-ступенчатой КПП с ручным сцеплением. Выпускался с 1978 по 1990 гг и с 1998 по 2009 гг.

## Monkey R
Кардинально новая модель с другой рамой и моноамортизатором сзади. Мощность двигателя была повышена до 4,5 лс.

## Monkey Baja
Вариант в стилистике эндуро. Отличался развитым пластиковым обвесом и сдвоенной фарой.